# Экзотеология
Экзотеология — термин, появившийся в конце 1960-х — начале 1970-х для обсуждения проблемы внеземного разума в контексте богословских вопросов. Это касалось таких проблем, как возможные богословские убеждения представителей внеземных цивилизаций или влияние, которое может оказать на наших собственных теологов взаимодействие с инопланетянами. Одна из главных тем экзотеологии — использование внеземных существ, которые являются живыми и наделенными душой, в качестве инструмента мысленного эксперимента для изучения теологических проблем, в основном христианского богословия, а иногда и иудаистского.
Ещё раньше вопросы экзотеологии поднимал К. С. Льюис (1898—1963), который в своей статье 1950-х в Christian Herald высказывал предположение, что Сын Божий мог являться и в другие, внеземные миры, а также, что Бог мог придумать совершенно иной план спасения душ для внеземных сообществ, нежели тот, что он применяет в отношении людей.
Вопросы экзотеологии стали активнее обсуждаться в 2000-е годы. Так, лютеранский теолог Тед Петерс из Тихоокеанской Лютеранской теологической семинарии в 2003 отмечал, что проблемы возможности внеземной жизни не новы для христианской теологии и отнюдь не представляют угрозу для христианского вероучения. В частности, Петерс упоминал о том, что проблема «что, если бы Бог создал множество миров?» обсуждалась ещё в средневековье отцами церкви в дискуссиях об антиподах.
Ватиканский богослов монсеньор Коррадо Бальдуччи в 2001 году опубликовал статью «НЛО и инопланетяне — задача для Церкви?» А глава Ватиканской обсерватории Хосе Габриэль Фуньес в 2008 заявил:
«Так же как существует множество существ на Земле, могут быть и другие существа, в том числе и разумные, созданные Богом. Это не противоречит нашей вере, потому что мы не можем ограничить творческую свободу Бога».
Американский ортодоксальный раввин Арье Каплан, бывший физик, приводил в качестве аргументов в пользу существования внеземной жизни ссылки на труды средневековых философов, в частности, раввина Хасди Крескаса и каббалиста XVIII века Пинхаса Элияху Горовица. Каплан полагал: «Могут быть другие формы разумной жизни во Вселенной, но такие формы не имеют свободы воли, и поэтому не имеют моральной ответственности» — по крайней мере в том же смысле, как человеческие существа.
Раввин Норман Ламм, бывший канцлер университета Иешива, в этой связи отмечал, что если существование внеземной жизни будет подтверждено, то теологи должны будут пересмотреть свои прежние предположения об обратном.